# Ribate El Kheir
Ribate El Kheir (arabiska: رباط الخير) är en stad i Marocko. Den ligger i provinsen Sefrou och regionen Fès-Meknès, 220 km öster om huvudstaden Rabat. Antalet invånare var 16 739 vid folkräkningen 2014.